# Портрет Андрея Павловича Засса
«Портрет Андрея Павловича Засса» — картина Джорджа Доу и его мастерской, из Военной галереи Зимнего дворца.
Картина представляет собой погрудный портрет генерал-лейтенанта Андрея Павловича Засса из состава Военной галереи Зимнего дворца.
Во время Отечественной войны 1812 года генерал-лейтенант Засс был начальником 7-й кавалерийской дивизии и к Действующей армии присоединился лишь в декабре 1812 года, где возглавил кавалерию 3-й Западной армии, преследовал отступающих французов от Немана до Торна. Во время Заграничного похода 1813 года отличился в сражении при Бауцене, где руководил действиями союзной кавалерии на правом фланге. В июне 1813 года тяжело заболел и оставил армию, с марта 1814 года находился в отставке.
Ошибочно изображён в генеральском мундире, введённом для кавалерийских генералов 18 августа 1814 года — Засс носил мундир старого образца, поскольку вышел в отставку ещё до введения нового мундира. На шее кресты орденов Св. Георгия 3-го класса и Св. Владимира 3-й степени; справа на груди серебряная медаль «В память Отечественной войны 1812 года» на Андреевской ленте и звезда ордена Св. Александра Невского. С тыльной стороны картины надпись: Sass 2. Подпись на раме: А. П. Засс, Генералъ Лейтенантъ. Шейный крест ордена Св. Владимира 3-й степени изображён ошибочно, поскольку Засс 14 января 1812 года был награждён этим орденом 1-й степени и на портрете вместо креста должна быть показана чрезплечная Владимирская лента либо нагрудная звезда.
7 августа 1820 года Комитетом Главного штаба по аттестации Засс был включён в список «генералов, заслуживающих быть написанными в галерею» и 6 ноября 1821 года император Александр I повелел написать портрет для Военной галереи.
Поскольку Засс скончался в конце 1815 года, из Инспекторского департамента Военного министерства 16 июня 1822 года был направлен запрос инженер-полковнику Н. Г. Вансовичу, женатому на дочери Засса, о предоставлении портрета для копирования, на что Вансович ответил, что портрета Засса у него нет. 8 февраля 1822 года в Инспекторский департамент поступило сообщение от Лифляндского гражданского губернатора тайного советника О. О. Дюгамеля о том что «по отзыву статского советника Штирнгильма старания его об отыскании портрета покойного генерала Засса были тщетны и после сего в Лифляндской губернии получить оного надежды не имеется. А как в Санкт-Петербурге проживает родная покойного генерала Засса сестра, генеральша Гантвих, то может быть она имеет портрет покойного или по крайней мере постарается может достать оный». В итоге розыски портрета увенчались успехом и 4 мая 1823 года шталмейстер А. Р. Козенс прислал в Инспекторский департамент портрет Засса с сопроводительным письмом: «Имею честь доставить при сем портрет родственника моего покойного генерал-лейтенанта Андрея Павловича Засса для списания портрета в Эрмитажную военную галерею, покорнейше прося по миновании надобности возвратить оный ко мне».
Гонорар Доу был выплачен 31 июля 1823 года и 22 апреля 1828 года. Готовый портрет поступил в Эрмитаж 21 января 1828 года. Предыдущая сдача готовых портретов была 8 июля 1827 года, соответственно картина датируется между этими числами. Местонахождение портрета-прототипа современным исследователям неизвестно.
В 1840 годы в мастерской К. Края с портрета была сделана литография, опубликованная в книге «Император Александр I и его сподвижники» и впоследствии неоднократно репродуцированная.
Впоследствии распространилась ошибка в атрибуции портрета — он стал публиковаться как портрет Александра Павловича Засса и даже в Эрмитаже он был приписан ему, хотя фактически его портрет в Военной галерее отсутствует. И наконец А. М. Горшман в «Словаре русских генералов» первым правильно атрибутировал портрет. Путаница была подробно разобрана и окончательно устранена в статье А. В. Кибовского . Хранитель британской живописи в Эрмитаже Е. П. Ренне поддержала атрибуцию Горшмана и Кибовского.